# Tan Zhongyi
Tan Zhongyi en chino, 谭中怡;  (Chongqing, 29 de mayo de 1991) es una gran maestra de ajedrez (GM) china, campeona mundial de ajedrez femenina en 2017-2018.

## Carrera
Tan nació en Chongqing. Ganó dos veces el Campeonato Mundial Juvenil de Ajedrez Femenino Sub-10, en 2000 y 2001, ambos celebrados en Oropesa del Mar. En 2002, ganó el Campeonato Mundial Juvenil de Ajedrez Femenino Sub-12 en Heraklion.
En 2011, ganó el torneo de ajedrez femenino en la Universidad de Verano de 2011 en Shenzhen, contribuyendo a la medalla de oro por equipos de China. Tan ganó el Campeonato Mundial Universitario de Ajedrez Femenino de 2012 en Guimarães. En 2013, ganó el 3.º Torneo Masters Femenino de China en Wuxi con una puntuación de 6½/9 puntos, 1½ por delante de las finalistas Valentina Gunina y Huang Qian. En 2014, Tan ganó el Campeonato Asiático de Blitz Femenino en Sharjah.
En mayo de 2015 ganó el Campeonato de Ajedrez Femenino de China en Xinghua. El mes siguiente, Tan ganó el 5.º Torneo de Maestros Femenino de China con 7/9, un punto por delante del segundo clasificado, Lei Tingjie. En agosto de 2015, ganó el Campeonato Asiático Femenino Rápido en Al Ain. El 1 de diciembre de 2015, Tan Zhongyi ganó el 1.º Partido de Reina de Ajedrez de China, un torneo eliminatorio celebrado en Taizhou, Zhejiang, después de derrotar a Ju Wenjun en la final en un juego de armageddon.
Ganó la medalla de oro femenina en el tablero 4 en la 42.ª Olimpiada de Ajedrez en 2016.
Llegó a la final del Campeonato Mundial Femenino de Ajedrez de 2017 contra la GM Anna Muzychuk. Terminaron los juegos clásicos 2-2 con una victoria cada uno, enviando el partido a un rápido desempate. Tan ganó el desempate de dos juegos al empatar el primer juego con negras y luego ganar el segundo juego con blancas, y así se convirtió en campeona mundial femenina. Esto también le valió el título de Gran Maestra.
Perdió el título de Campeona Mundial Femenina ante Ju Wenjun en el Campeonato Mundial de Ajedrez Femenino de 2018.
En 2020, ganó el primer premio femenino en el Masters de Gibraltar.
En 2021, Tan logró el tercer lugar en la Copa Mundial Femenina de Ajedrez tras vencer a Anna Muzychuk con una puntuación de 2½-1½.

## Liga China de Ajedrez
Tan Zhongyi juega en el club de ajedrez de China Mobile del grupo que la compañía tiene en  Chongqing como representante en la Liga de Ajedrez de China.